# Heinz-Werner Pätzold
Heinz-Werner Pätzold (* 4. September 1919 in Glogau (Niederschlesien); † 11. Oktober 1989 in West-Berlin) war ein deutscher Schauspieler, Synchron- und Hörspielsprecher.

## Leben
Über das Leben von Heinz-Werner Pätzold war wenig in Erfahrung zu bringen. Bis Ende der 1960er Jahre hat er fast ausschließlich als Schauspieler für den Deutschen Fernsehfunk und für die Hörspielabteilungen der Mitteldeutschen Rundfunk AG und dessen nachfolgenden Rundfunk der DDR als Hörspielsprecher gearbeitet. Über die Mitwirkung als Schauspieler und Synchronsprecher bei Produktionen der DEFA, sowie über seine Theaterarbeit ist wenig bekannt, außer dass er mehrere Jahre an der Berliner Volksbühne engagiert war.

## Filmografie
- 1959: Weimarer Pitaval: Der Fall Harry Domela (Fernsehreihe)
- 1959: Fernsehpitaval: Der Fall Jakubowski (Fernsehreihe)
- 1960: Flucht aus der Hölle (Fernsehvierteiler,  2 Episoden)
- 1962: Fernsehpitaval: Auf der Flucht erschossen
- 1965: Wolf unter Wölfen (Fernsehvierteiler, 1 Episode)
- 1967: Die gefrorenen Blitze (Kinozweiteiler)
- 1967: Geheimcode B/13 (Fernsehvierteiler, 1 Episode)
- 1971: Anlauf (Fernsehfilm)

## Theater
- 1956: Ulrich Becher: Feuerwasser – Regie: Fritz Wisten (Volksbühne Berlin)
- 1956: Gerhart Hauptmann: Die Ratten (Schutzmann Schierke) – Regie: Walther Suessenguth  (Volksbühne Berlin)
- 1959: Wladimir Majakowski: Das Schwitzbad (Pont Kitsch) – Regie: Nikolai Petrow (Volksbühne Berlin)
- 1967: Kinderrevue: Mit Ferdinand ins Märchenland – Regie: Jiří Vršťala  (Friedrichstadt-Palast Berlin)

## Hörspiele
- 1948: B. Traven: Das Totenschiff (Französischer Soldat) – Regie: Carl Nagel (Hörspiel – Mitteldeutsche Rundfunk AG)
- 1948: Johannes R. Becher: Die Winterschlacht (Soldat) – Regie: Rudolf Hahn (Hörspiel – Mitteldeutsche Rundfunk AG)
- 1949: Ilja Ehrenburg: Der Löwe auf dem Platz – Regie: Carl Nagel (Hörspiel – Mitteldeutsche Rundfunk AG)
- 1949: Gerhart Hauptmann: Die Weber (Weber) – Regie: Werner Wieland (Hörspiel – Mitteldeutsche Rundfunk AG)
- 1950: Friedrich Schiller: Wilhelm Tell – Regie: Carl Nagel (Hörspiel – Mitteldeutsche Rundfunk AG)
- 1950: Gustav von Wangenheim: Du bist der Richtige (FDJ-Instrukteur) – Regie: Carl Nagel (Hörspiel – Mitteldeutsche Rundfunk AG)
- 1951: Gerhard Rentzsch: Wir aus Hamburg – Regie: Günther Rücker (Hörspiel – Mitteldeutsche Rundfunk AG)
- 1951: Walter Karl Schweickert: Der unsichtbare Boss – Regie: Martin Flörchinger (Hörspiel – Mitteldeutsche Rundfunk AG)
- 1952: Gerhard Rentzsch: Old Man River – Regie: Werner Wieland (Dokumentarhörspiel – Mitteldeutsche Rundfunk AG)
- 1952: Gotthold Ephraim Lessing: Emilia Galotti (Angelo) – Regie: Hans-Peter Schmiedel (Hörspiel – Mitteldeutsche Rundfunk AG)
- 1957: Günther Weisenborn: Zwei Engel steigen aus  (Fahrer) – Regie: Werner Wieland (Science-Fiction-Hörspiel – Rundfunk der DDR)
- 1958: Rolf Guddat: Gestohlener Ruhm – Regie: Detlev Witte (Dokumentarhörspiel – Rundfunk der DDR)
- 1959: Maximilian Scheer: Hassan und der Scheich – Regie: Werner Stewe (Kriminalhörspiel – Rundfunk der DDR)
- 1960: Friedrich Karl Kaul/Walter Jupé: Der Fall Jörns (Jäger Runge) – Regie: Hans Knötzsch (Hörspiel – Rundfunk der DDR)
- 1960: Helmut Sakowski: Verlorenes Land? (Wachtmeister) – Regie: Werner Grunow (Hörspiel – Rundfunk der DDR)
- 1961: Reszö Szirmai: Jedermanns Weihnachtsbaum – Regie: Fritz-Ernst Fechner (Hörspiel – Rundfunk der DDR)
- 1961: Arthur Miller: Der Tod des Handlungsreisenden (Stanley) – Regie: Helmut Hellstorff (Hörspiel – Rundfunk der DDR)
- 1962: Ulrich Waldner: Glanz und Elend des Boxers Hardy Meyer – Regie: Hans Knötzsch (Hörspiel – Rundfunk der DDR)
- 1962: Norman Rosten: Concerning the Red Army – Regie: Edgar Kaufmann (Dokumentarhörspiel – Rundfunk der DDR)
- 1963: Rolf Schneider: Der Ankläger – Regie: Fritz Göhler (Hörspiel – Rundfunk der DDR)
- 1963: Manfred Magnus: Die Burnburys und der Zufall – Regie: Werner Grunow (Hörspiel – Rundfunk der DDR)
- 1964: Georg W. Pijet: Mietskaserne – Regie: Fritz-Ernst Fechner (Hörspiel – Rundfunk der DDR)
- 1964: Fred von Hoerschelmann: Die Saline – Regie: Helmut Hellstorff (Hörspiel – Rundfunk der DDR)
- 1966: Rolf Schneider: Anatomie eines Unfalls – Regie: Fritz-Ernst Fechner (Hörspiel – Rundfunk der DDR)
- 1967: Dieter Noll: Die Warschauer Ballade – Regie: Flora Hoffmann (Hörspiel – Rundfunk der DDR)
- 1968: Hans Pfeiffer: Dort unten in Alabama – Regie: Wolfgang Brunecker (Hörspiel – Rundfunk der DDR)
- 1968: Hans von Oettingen: Rostiger Ruhm – Regie: Wolfgang Brunecker (Hörspiel – Rundfunk der DDR)

## Synchronisation
- 1955: Lubomír Lipský als Schöner Prinz in Es war einmal ein König
- 1961: Michail Pugowkin als Kommandant des Wohnheims in Ist sie eine Wette wert?
- 1962: M. Gluski als Kapitän Alimonos in Schwammsucher